# Janusz Sidło

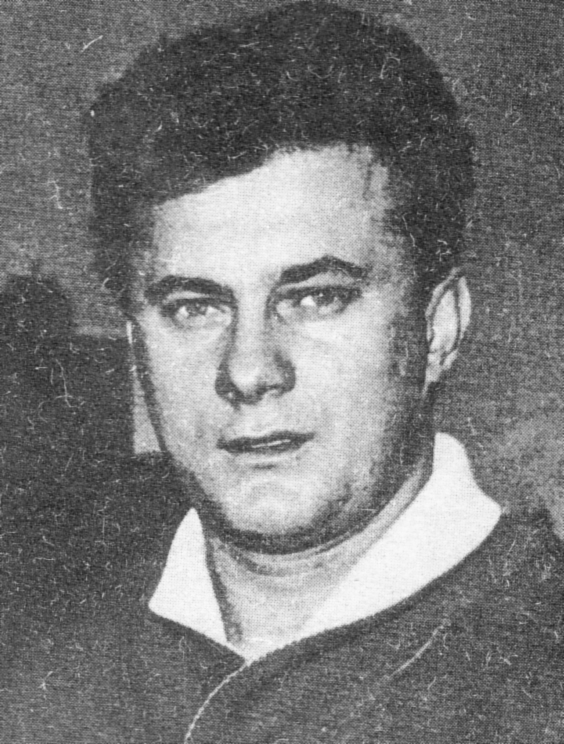
Janusz Sidlo (1974)

Janusz Jan Sidło, geb. Reinhold Sidło (* 19. Juni 1933 in Szopienice; † 2. August 1993 in Warschau) war ein polnischer Leichtathlet, der in den 1950er- und 1960er-Jahren zur Weltspitze im Speerwurf zählte. Er warf Weltrekord und nahm an fünf Olympischen Spielen sowie fünf Europameisterschaften teil.
Folgende Tabelle mit den Jahresbestleistungen von Janusz Sidło zeigt seine hohe Leistungskonstanz:
| Jahr      | 1951  | 1952  | 1953  | 1954  | 1956  | 1958  | 1959  | 1960  | 1962  | 1964  | 1966  | 1968  | 1969  |
| Weite (m) | 67,88 | 68,42 | 80,15 | 79,03 | 83,66 | 81,97 | 85,56 | 81,57 | 78,82 | 85,09 | 84,86 | 84,40 | 83,80 |

## Karriere
Sein Interesse am Speerwurf wurde geweckt, als im Jahr 1948 die sowjetische Fünfkämpferin Alexandra Tschudina den Speer 44 m weit warf. Der 15-jährige Janusz behauptete, er könne mit einem Männerspeer diese Weite übertreffen. Gesagt – getan: Der Speer landete bei 46 Metern. 
Sein erster internationaler Auftritt bei den Olympischen Spielen 1952 in Helsinki endete bereits in der Qualifikation. Mit 62,16 m verfehlte er die geforderten 64 Meter deutlich. Ärgerlich über sein Versagen, warf er den Speer von sich – und erreichte eine Weite knapp unterhalb der 70-Meter-Marke. In der Folgezeit kam es zu einer Leistungsexplosion. Im Oktober 1953 fand in Jena ein Länderkampf Polen–DDR statt. Janusz Sidło, dessen Bestleistung unter 70 Metern lag, steigerte sich im 2. Versuch auf 77,52 m und wollte in dem Glauben, seine Möglichkeiten an diesem Tag ausgeschöpft zu haben, den Wettkampf beenden. Ein Kameramann jedoch, der ihn gern filmen wollte, bat um einen weiteren Wurf. Sidło tat ihm den Gefallen und übertraf als zweiter Werfer der Welt die 80-Meter-Marke. Mit 80,41 m blieb er nur ganze 26 Zentimeter unter dem bestehenden Weltrekord. Bei den Europameisterschaften im darauffolgenden Jahr in Bern wurde er seiner Favoritenrolle gerecht und gewann die Goldmedaille. 
Im olympischen Jahr 1956 deutete alles auf den Gewinn einer weiteren Goldmedaille hin, nachdem Janusz Sidło in Mailand mit 83,66 m Weltrekord geworfen hatte. Dieser Leistung durfte er sich jedoch nur knapp fünf Monate lang erfreuen. Ausgerechnet im olympischen Endkampf verbesserte ihn Egil Danielsen mit einem Glückswurf – der zweitbeste Versuch des unbekannten Norwegers wurde mit 72,60 m gemessen – auf 85,71 m, während Sidło mit vorzüglichen 79,98 m „nur“ die Silbermedaille blieb. Zwei Jahre später gelang ihm indessen die Revanche: Der Europameister von Stockholm hieß Janusz Sidło. 
Bei den Olympischen Spielen 1960 in Rom warf er in der Qualifikation 85,14 m und blieb damit nur knapp unter dem Weltrekord. Dann aber wurde er von dem Speer eines Konkurrenten beinahe ins Gesicht getroffen. Sidło war so geschockt, dass er im weiteren Verlauf des Wettkampfs unter seinen Möglichkeiten blieb und nur Achter wurde. 
Bei den Olympischen Spielen 1964 in Tokio und 1968 in Mexiko-Stadt gelangen ihm Würfe über 80 Meter, die jedoch nicht für eine Medaille ausreichten. 
Seine letzte Medaille gewann er überraschend bei den Leichtathletik-Europameisterschaften 1969 in Athen. Dort gelang ihm ein Wurf von 82,90 m, der den 36-Jährigen auf Platz 3 brachte. 
Janusz Sidło verabschiedete sich vom aktiven Wettkampfsport im Jahr 1973 mit einem Wurf von 74,48 m. Im Lauf seiner langen Karriere erzielte er bei 150 Wettkämpfen Weiten über 80 Meter. Er warf sieben polnische Rekorde und gewann vierzehn polnische Meisterschaften:
| Jahr      | 1960  | 1961  | 1963  | 1966  | 1969  |
| Weite (m) | 78,73 | 78,16 | 80,30 | 83,12 | 81,86 |

(Meisterschaften vor 1960 nicht belegt)
Janusz Sidło war polnischer Sportler des Jahres 1954 und 1955. 
Nach Beendigung seiner aktiven Laufbahn wurde er Trainer. In späteren Jahren hatte er Herzprobleme; außerdem wurde Wasser in der Lunge festgestellt. Von einer Operation konnte er sich nicht mehr erholen.

## Internationale Erfolge und Platzierungen
Olympische Spiele
- 1952 in Helsinki: In der Qualifikation gescheitert
- 1956 in Melbourne: Silber mit 79,98 hinter dem Norweger Egil Danielsen mit 85,71 m und vor dem Ukrainer Wiktor Zybulenko mit 79,50 m
- 1960 in Rom: Achter mit 76,46 m (Siegesweite des Ukrainers Wiktor Zybulenko, UdSSR: 84,64 m)
- 1964 in Tokio: Vierter mit 80,17 m (Siegesweite des Finnen Pauli Nevala: 82,66 m)
- 1968 in Mexiko-Stadt: Siebter mit 80,58 m (Siegesweite des Jānis Lūsis, UdSSR: 90,10 m)

Leichtathletik-Europameisterschaften
- 1954 in Bern: Gold mit 76,35 m vor Wladimir Kusnezow (UdSSR) mit 74,61 m und dem Finnen Soini Nikkinen mit 73,38 m
- 1958 in Stockholm: Gold mit 80,18 m vor dem Norweger Egil Danielsen mit 78,27 m und dem Ungarn Gergely Kulcsár mit 75,26 m
- 1962 in Belgrad: Siebter mit 75,01 m (Siegesweite Jānis Lūsis, UdSSR: 82,04 m)
- 1966 in Budapest: Siebter mit 78,86 m (Siegesweite Jānis Lūsis, UdSSR: 84,84 m)
- 1969 in Athen: Bronze mit 82,90 m hinter Jānis Lūsis mit 91,52 m und dem Finnen Pauli Nevala mit 89,58 m

Universiade
- 1961 in Sofia: Silber mit 77,48 m hinter dem Ungarn Gergely Kulcsár mit 77,65 m und vor Rolf Herings (BRD) mit 75,67 m

Weltspiele der Studenten
- 1951 in Berlin: Gold mit 66,38 m
- 1954 in Budapest: Gold mit 75,24 m
- 1955 in Warschau: Gold mit 77,93 m
- 1957 in Moskau: Gold mit 80,12 m
- 1959 in Wien: Gold mit 76,53 m
- 1962 in Helsinki: Silber mit 72,59 m hinter Jānis Lūsis (UdSSR) (Gold mit 78,88 m)